# 比洛希尔斯克区 (克里米亚自治共和国)
比洛希尔斯克区（烏克蘭語：Білогірський район）是乌克兰在克里米亚自治共和国成立的区份，行政中心为比洛希尔斯克。
此区成立于2023年9月7日，其区域包括原比洛希尔斯克区和原下希尔斯基区。但由于乌克兰并未实际控制克里米亚，故事实上此区并未真正运作。

## 聚居地及下属拉达
该区境内共有138个聚居地：一个城市、两个市级镇、135个村庄。在行政管理上该区有38个拉达（或称议会）：一个市拉达、两个镇拉达和35个村达拉。